# Pearson Jordan
Pearson G. Jordan (23 de octubre de 1950-28 de marzo de 2020) fue un velocista barbadense.

## Carrera
Compitió en los 100 metros masculinos en los Juegos Olímpicos de verano de 1976. 
Jordan compitió por los Tigres de 1976 a 1979. También corrió en el relevo de 4 × 100 m en 1979. También corrió para la Universidad Estatal de Louisiana (LSU).

## Muerte
Jordan murió de la enfermedad de COVID-19 causada por el virus del SARS-CoV-2, el 28 de marzo de 2020, a la edad de 69 años.